# کینگزگلیو: فانتزی ایکس‌وی نهایی
کینگزگلیو: فانتزی ایکس‌وی نهایی (انگلیسی: Kingsglaive: Final Fantasy XV)یک  فیلم پویانمایی کامپیوتری فانتزی ژاپنی محصول سال ۲۰۱۶ به کارگردانی تاکشی نوزوئه و فیلمنامه تاکاشی هاسگاوا است.